# Costa Ricas geografi

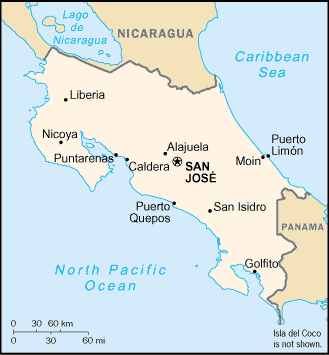
Politisk karta över Costa Rica

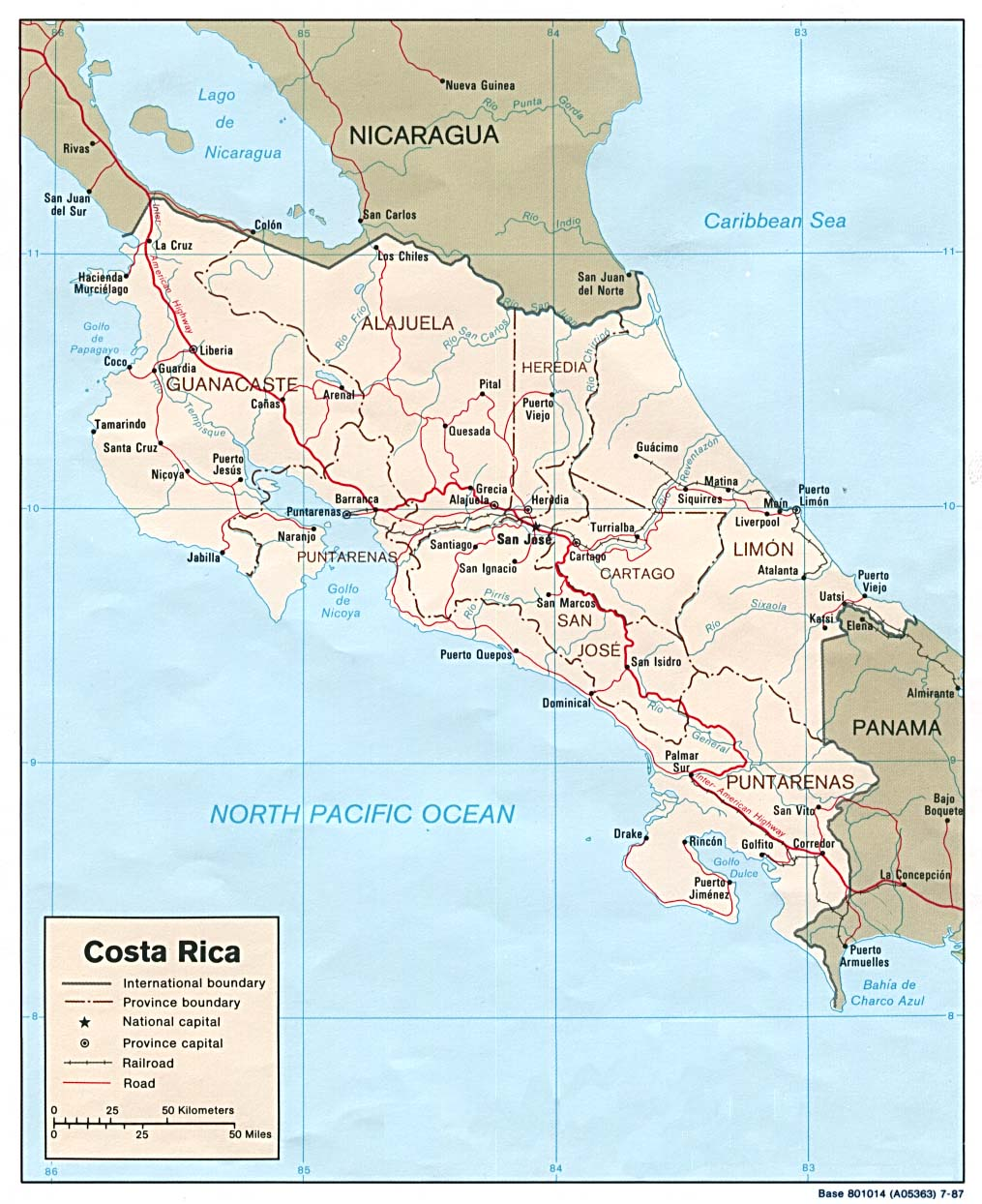
Karta över Costa Rica.

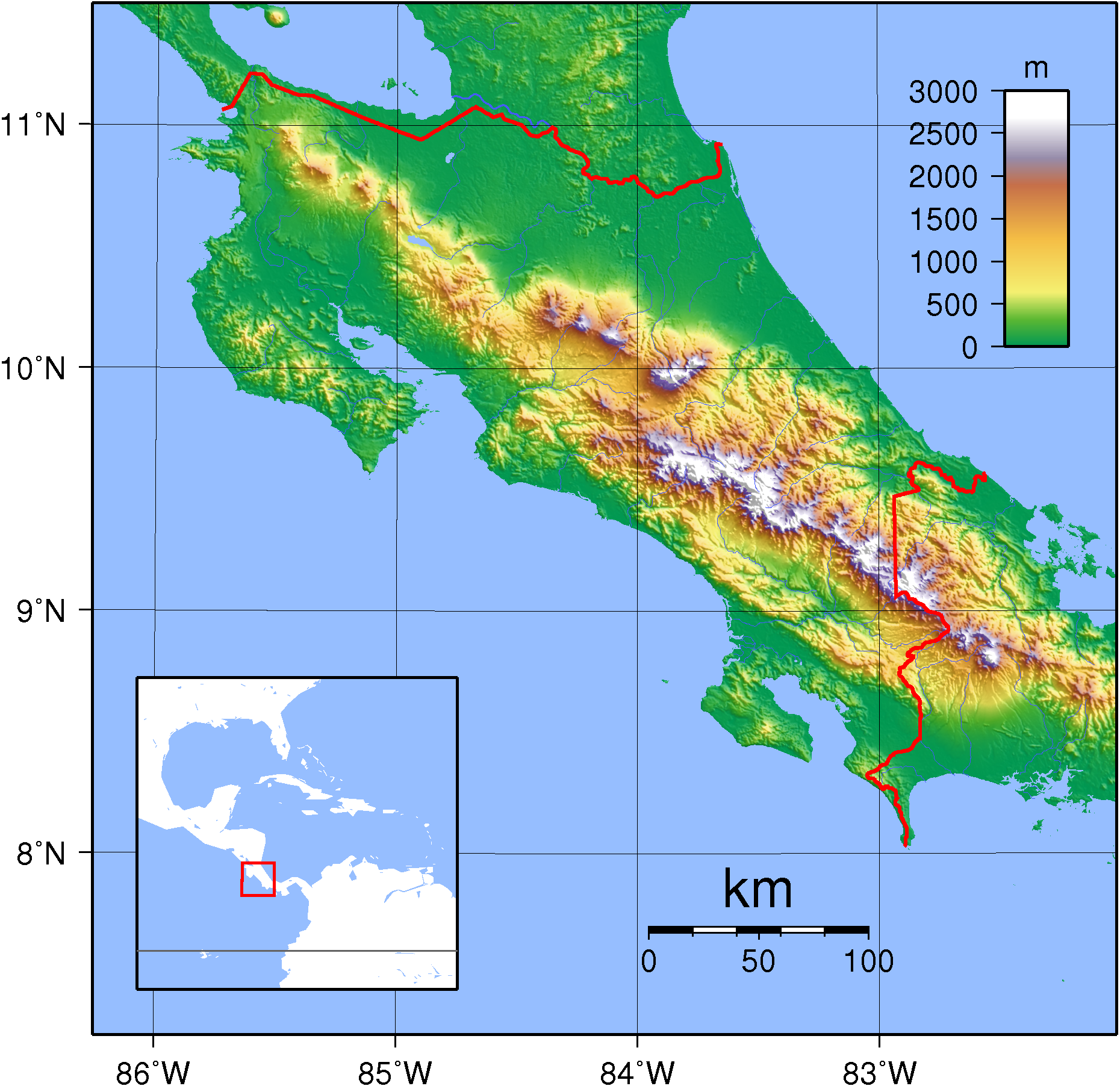
Costa Ricas topografi.

Costa Rica är beläget på den centralamerikanska halvön, 10° norr om ekvatorn och 84° väst om nollmeridianen. Landet gränsar mot Karibiska havet i öst och norra Stilla havet i väst, med totalt 1 290 kilometers kust (varav 212 kilometer på den karibiska kusten och 1 016 kilometer mot Stilla havet).
Klimatet är tropiskt, i höglandet tempererat. Det regnar mest vid östkusten.
Costa Rica gränsar även mot Nicaragua i norr (309 kilometer gräns) och Panama i syd (330 kilometer gräns). Totalt har Costa Rica en yta på 51 100 kvadratkilometer, varav 50 660 kvadratkilometer är land och 440 kvadratkilometer är vatten, vilket gör landet något mindre än den amerikanska delstaten West Virginia, en knapp tiondel av Sveriges yta.

## Fysisk geografi
Costa Rica upptas till största delen av bergskedjor (Andernas utlöpare), som löper från nordväst till sydost och når ut till Stillahavskusten och åtskiljer kustslätten. Det finns många verksamma vulkaner, bl.a. Irazú (3 432 m), och jordbävningar är vanliga. I nordöst utbreder sig skogklätt lågland, sumpigt vid karibiska kusten.
Andra bergskedjor är Cordillera Central och Cordillera de Talamanca, vilka ger landets ryggrad och skiljer Stillahavssidan från Karibiska havet. Costa Rica gör anspråk på en ekonomisk zon på 200 sjömil (370 kilometer) och territorialvatten på 12 sjömil (22 kilometer).
Landets bergskedjor skapar många stora flodsystem. Floder med sitt utlopp i Karibien är bland annat:
- Rio Colorado
- Rio Pacuare
- Rio Parismina
- Rio Reventazon
- Río Sapoá
- Rio Sixaola

Floder med sitt utlopp i Lago de Nicaragua eller Río San Juan (vars vatten till slut mynnar i Karibiska havet) är bland annat:
- Rio Frío
- Rio San Carlos
- Río Sarapiquí

Floder med sitt utlopp i Stilla havet är bland annat:
- Río Abangares
- Río Guacimal
- Rio Sierpe
- Rio Tempisque
- Río Terraba

I landets östra halva bildar Río San Juan den norra gränsen mot Nicaragua.

## Skyddade områden
Landet är känt för dess nationalparkssystem, som administreras av SINAC (Sistema Nacional de Areas de Conservacion, eller "Nationella systemet för naturskyddsområden"). Denna myndighet övervakar de 26 nationalparkerna och de mer än 160 olika naturskyddsområdena i Costa Rica. Andra typer av skyddade områden i Costa Rica är nationella djurreservat, biologiska skyddsområden, skyddszoner och absoluta naturreservat. Tillsammans står de skyddade områdena för över en fjärdedel av Costa Ricas yta.